# East Japan Railway Company

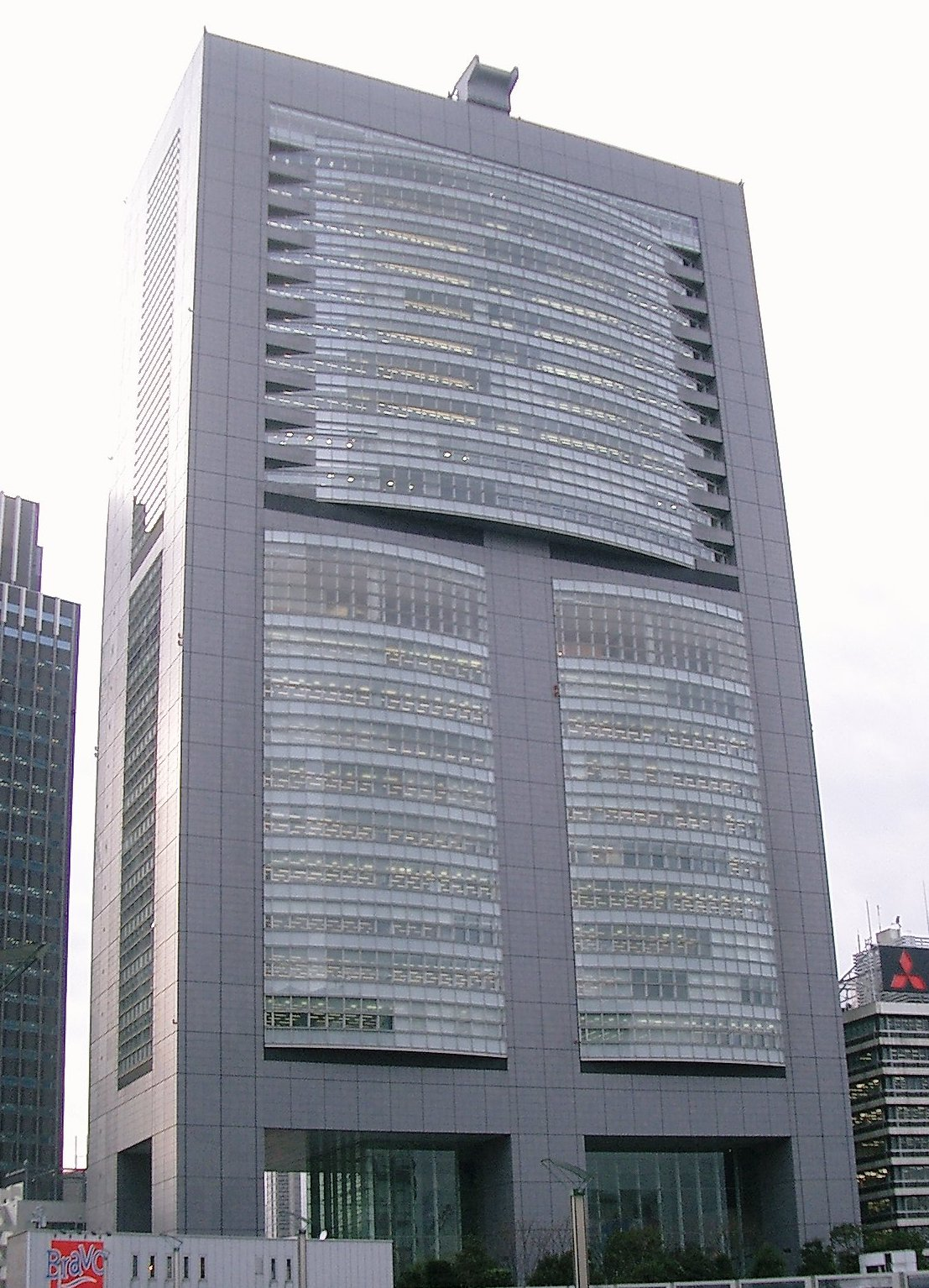
Het hoofdkantoor van JR East nabij het Station Shinjuku in Tokio

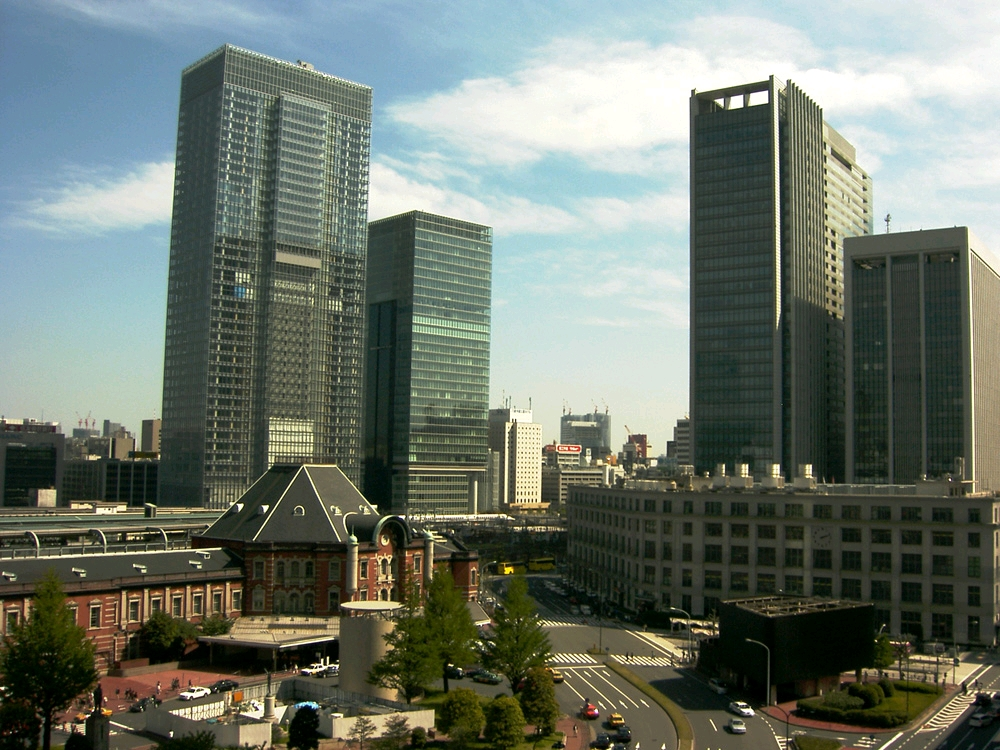
Station Tokio

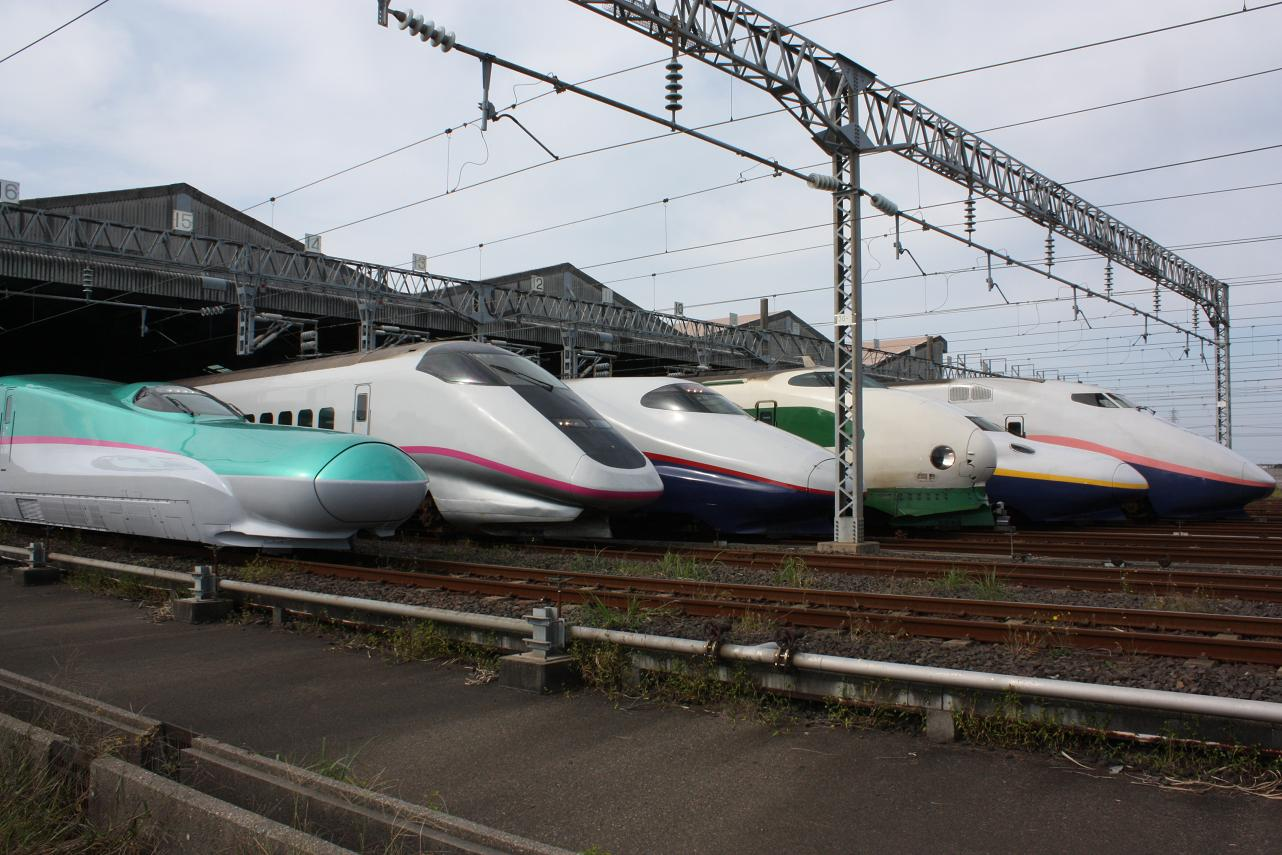
JR East Shinkansen

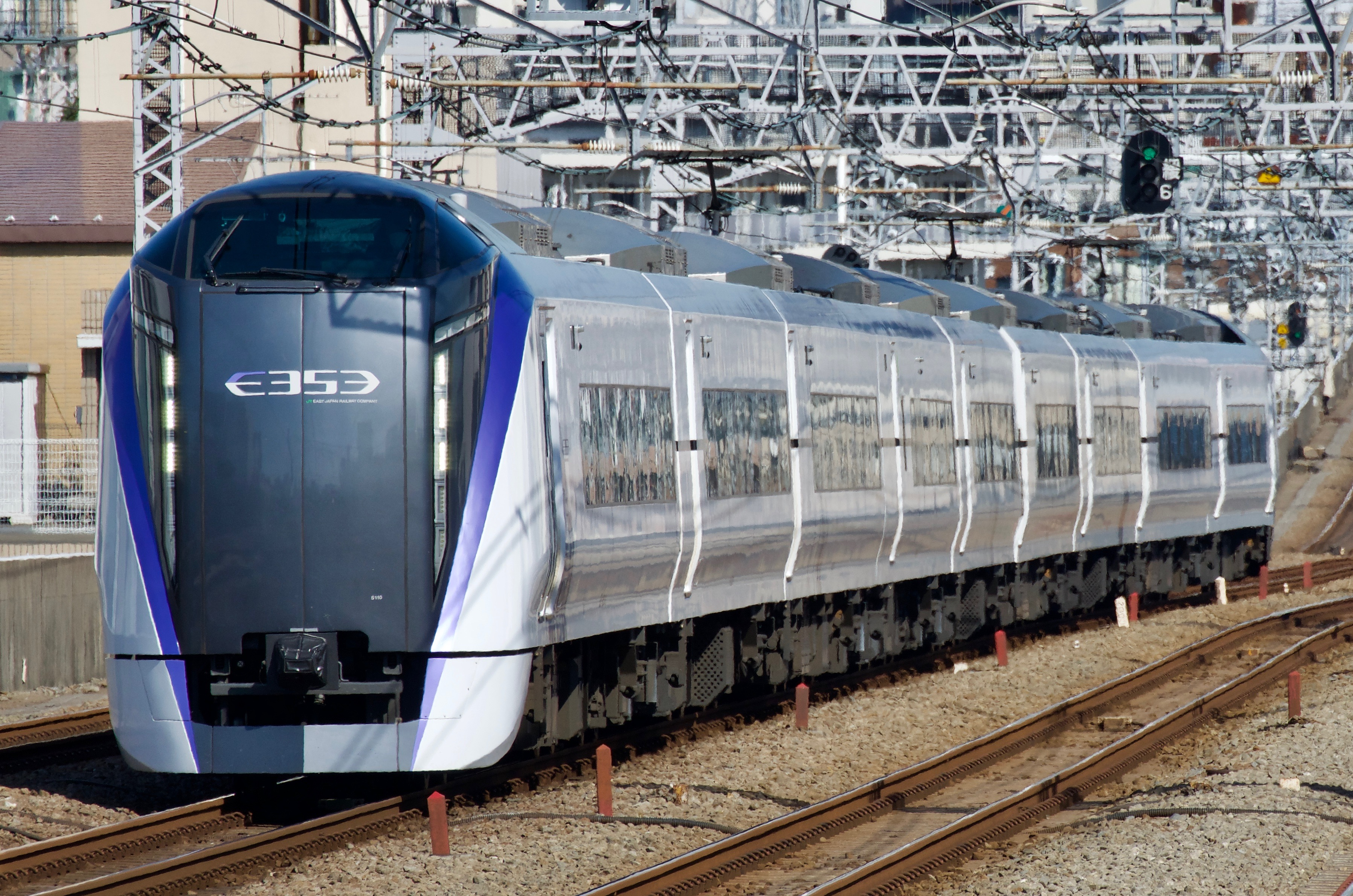
Azusa・Kaiji (E353-serie)

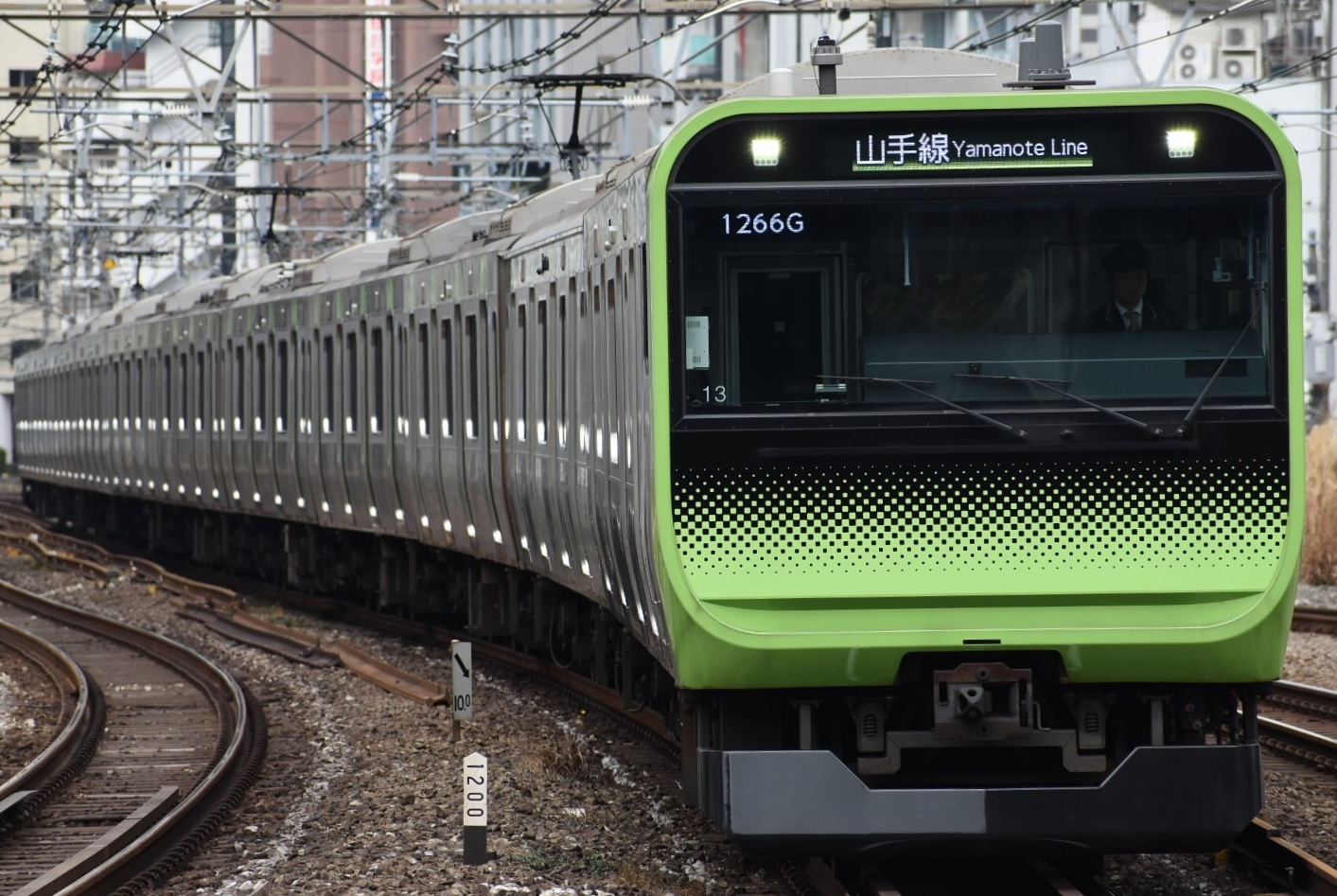
Yamanote-lijn (E235-serie)

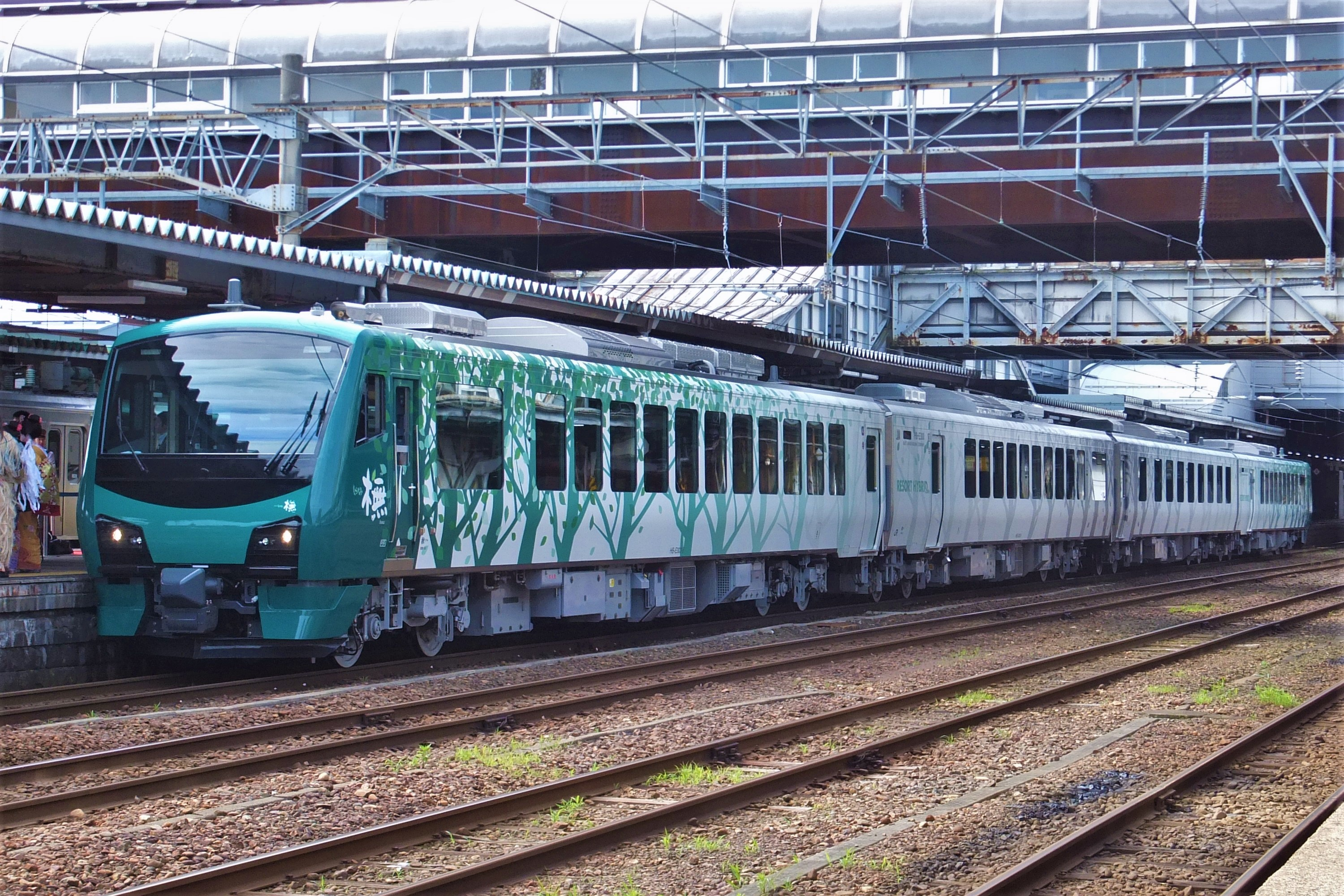
Resort-shirakami-Buna (HB-E300-serie)

East Japan Railway Company (Japans: 東日本旅客鉄道株式会社 ; Higashi-Nihon Ryokaku Tetsudō Kabushiki-gaisha), is de grootste spoorwegmaatschappij van de wereld. Het is een van de zeven onderdelen van de JR-groep. De maatschappij staat algemeen bekend als JR East (Japans: JR東日本 ; Jeiāru Higashi-Nihon).

## Geschiedenis
JR East werd opgericht op 1 april 1987 toen de Japanese National Railways werden geprivatiseerd. Hoewel het in naam een privatisering betrof, bleef de maatschappij gedurende een lange tijd eigendom van de JNR Settlement Corporation, een overheidsbedrijf. JR East werd pas in 2002 volledig aan het publiek verkocht.
Na de splitsing van de Japanese National Railways (JNR), kreeg JR East de verantwoordelijkheid voor het passagiersvervoer over de voormalige JNR lijnen in Groot-Tokio, de regio Tōhoku en het omliggende gebied.

## Lijnen
De maatschappij bedient voornamelijk de regio's Kantō en Tōhoku samen met de aangrenzende delen van de prefecturen Niigata, Nagano, Yamanashi en Shizuoka.

### Shinkansen
JR East exploiteert alle Shinkansenlijnen (hogesnelheidslijnen) ten noorden van Tokio.
- Akita Shinkansen (秋田新幹線) (Morioka – Akita)
- Hokuriku Shinkansen (北陸新幹線) (Tokio - Nagano)
- Joetsu Shinkansen (上越新幹線) (Tokio – Niigata)
- Tōhoku Shinkansen (東北新幹線) (Tokio - Sendai - Hachinohe)
- Yamagata Shinkansen (山形新幹線 )(Fukushima - Shinjō)

De Tōkaidō Shinkansen (Tokio-Osaka ) wordt geëxploiteerd door JR Central, hoewel het in meerdere stations van JR East stopt.

### De lijnen van Groot-Tokio
- Akabane-lijn (赤羽線) (Ikebukuro - Akabane)
- Chūō-lijn (中央本線) (Tokio - Hachioji - Kofu)
- Chūō-Sōbu-lijn (中央・総武緩行線) (Mitaka - Tokio – Chiba)
- Hachiko-lijn (八高線) (Hachioji - Takasaki)
- Itsukaichi-lijn (五日市線) (Haijima - Musashi Itsukaichi)
- Joban-lijn (常磐線) (Tokio - Hitachi)
- Karasuyama-lijn (烏山線) (Karasuyama - Hoshakuji)
- Kashima-lijn (鹿島線) (Katori - Kashima)
- Kawagoe-lijn (川越線) (Omiya - Kawagoe - Komagawa)
- Keihin-Tohoku-lijn (京浜東北線) (Omiya - Tokio – Yokohama)
- Keiyo-lijn (京葉線) (Tokio - Soga)
- Kururi-lijn (久留里線) (Kisarazu - Kazusa Kameyama)
- Mito-lijn (水戸線) (Oyama - Tomobe)
- Musashino-lijn (武蔵野線) (Tokio - Fuchu Hommachi)
- Nambu-lijn (南武線) (Kawasaki - Tachikawa)
- Narita-lijn (成田線) (Sakura - Choshi; Abiko - Narita; Narita – Narita Airport)
- Negishi-lijn (根岸線) (Yokohama - Ofuna)
- Nikkō-lijn (日光線) (Utsunomiya - Nikkō)
- Ome-lijn (青梅線) (Tachikawa - Ome - Okutama)
- Ryomo-lijn (両毛線) (Oyama - Shin Maebashi)
- Sagami-lijn (相模線) (Hachioji - Chigasaki)
- Saikyo-lijn (埼京線) (Osaki - Omiya)
- Shonan Shinjuku-lijn (湘南新宿ライン) (Omiya – Shinjuku - Ofuna)
- Sōbu-lijn (総武本線) (Tokio - Choshi)
- Sotobo-lijn (外房線) (Chiba - Mobara - Awa Kamogawa)
- Takasaki-lijn (高崎線) (Omiya - Takasaki)
- Togane-lijn (東金線) (Naruto - Oami)
- Tohoku -lijn(Utsunomiya -lijn) (東北本線(宇都宮線)) (Ueno - Kuroiso)
- Tōkaidō-lijn (東海道本線) (Tokio – Yokohama - Atami)
- Tsurumi-lijn (鶴見線) (Tsurumi - Ougimachi; Anzen - Okawa; Asano - Umishibaura)
- Uchibo-lijn (内房線) (Soga – Kisarazu - Awa Kamogawa)
- Yamanote-lijn (山手線)
- Yokohama-lijn (横浜線) (Higashi Kanagawa - Hachioji)
- Yokosuka-lijn (横須賀線) (Tokio - Kurihama)

### De Tōkai en Koshinetsu regionale lijnen
- Agatsuma-lijn (吾妻線) (Shibukawa - Omae)
- Chūō-lijn (中央本線) (Kofu - Shiojiri)
- Echigo-lijn (越後線) (Niigata - Kashiwazaki)
- Hakushin-lijn (白新線) (Niigata - Shibata)
- Iiyama-lijn (飯山線) (Toyono - Echigo Kawaguchi)
- Ito-lijn (伊東線) (Atami - Ito)
- Joetsu-lijn (上越線) (Takasaki - Miyauchi; Echigo Yuzawa - Gara Yuzawa)
- Koumi-lijn (小海線) (Kobuchisawa - Komoro)
- Ooito-lijn (大糸線) (Matsumoto - Minamiotari)
- Shinetsu-lijn (信越本線) (Takasaki - Yokokawa; Shinonoi - Nagano - Niigata)
- Shinonoi-lijn (篠ノ井線) (Shinonoi - Shiojiri)
- Yahiko-lijn (弥彦線) (Higashi Sanjo - Yahiko)

### De Tōhoku regionale lijnen
- Aterazawa-lijn (左沢線) (Kita Yamagata - Aterazawa)
- Oostelijke Ban'etsu-lijn (磐越東線) (Iwaki - Koriyama)
- Oostelijke Riku'u-lijn (陸羽東線) (Kogota - Shinjō)
- Gono-lijn (五能線) (Higashi Noshiro - Kawabe)
- Hachinohe-lijn (八戸線) (Hachinohe - Kuji)
- Hanawa-lijn (花輪線) (Odate - Koma)
- Ishinomaki-lijn (石巻線) (Kogota - Onagawa)
- Iwaizumi-lijn (岩泉線) (Moichi - Iwaizumi)
- Jōban-lijn (常磐線) (Hitachi - Sendai)
- Kamaishi-lijn (釜石線) (Hanamaki - Kamaishi)
- Kesennuma-lijn (気仙沼線) (Maeyachi - Kesennuma)
- Kitakami-lijn (北上線) (Kitakami - Yokote)
- Ofunato-lijn (大船渡線) (Ichinoseki - Sakari)
- Oga-lijn (男鹿線) (Oiwake - Oga)
- Ominato-lijn (大湊線) (Noheji - Ominato)
- Ōu-lijn (奥羽本線) (Fukushima – Yamagata – Akita – Aomori)
- Senseki-lijn (仙石線) (Aobadori - Ishinomaki)
- Senzan-lijn (仙山線) (Sendai - Uzenchitose)
- Suigun-lijn (水郡線) (Mito - Kōriyama)
- Tadami-lijn (只見線) (Aizuwakamatsu - Koide)
- Tazawako-lijn (田沢湖線) (Morioka - Omagari)
- Tōhoku-lijn (東北本線) (Kuroiso - Morioka)
- Tsugaru-lijn (津軽線) (Aomori - Mimmaya)
- Tsugaru Kaikyo-lijn (津軽海峡線) (Aomori - Nakaoguni) (een deel van de Tsugaru -lijn)
- Uetsu-lijn (羽越本線) (Niizu – Akita)
- Westelijke Ban'etsu-lijn (磐越西線) (Kōriyama - Niigata)
- Westelijke Riku'u-lijn (陸羽西線) (Shinjō- Amarume)
- Yamada-lijn (山田線) (Morioka - Kamaishi)
- Yonesaka-lijn (米坂線) (Yonezawa - Sakamachi)

## Dochterondernemingen
- Higashi-Nihon Kiosk – voorziet de stationskiosken van kranten en drank en exploiteert de kruideniersketen NEWDAYS.
- JR Bus Kanto/JR Bus Tohoku - een intercity bus maatschappij
- Nippon Restaurant Enterprise - voorziet bentō (lunchboxen) op de treinen en in de treinstations
- Tokio Monorail - monoraillijn in Tokio (70% eigendom)

## Trivia
- JR East is een cosponsor van het J-League-voetbalteam JEF United Ichihara Chiba.